# Danish design (film)
Danish design er en dansk propagandafilm fra 1961 instrueret af Jørgen Roos efter eget manuskript.

## Handling
Med møbelkunsten som ledetråd er filmen på sporet af det bærende i dansk kunsthåndværk til alle tider: Sikker sans for materiale og funktion samt respekt for håndværksmæssig kvalitet. Den finder det i almuekunsten og i det 18. og 19. århundredes kunstnermøbler såvel som i de forskellige grene af moderne kunsthåndværk og kunstindustri.